# ماكسويل ديفيس
ماكسويل ديفيس (بالإنجليزية: Maxwell Davis)‏ هو موسيقي وملحن ومنتج أسطوانات أمريكي، ولد في 14 يناير 1916 في إنديبيندنس في الولايات المتحدة، وتوفي في 18 سبتمبر 1970 في لوس أنجلوس في الولايات المتحدة.

## وصلات خارجية
- ماكسويل ديفيس على موقع ميوزك برينز (الإنجليزية)
- ماكسويل ديفيس على موقع أول ميوزيك (الإنجليزية)
- ماكسويل ديفيس على موقع ديسكوغز (الإنجليزية)